# Анандит
Ананди́т (англ. англ. Anandite, название от имени собственного), высокожелезистая алюмо-бариевая слюда — редкий слюдообразный минерал, по составу смешанный силикат бария и железа с расчётной формулой (Ba,K)(Fe,Mg)3[(O,OH)2|(Si,Al,Fe)4O10].

## История открытия и название
Минерал был установлен и описан в 1967 году группой тамильских геологов на месторождении Вилагедера (Цейлон). Назван в честь известного тамильского деятеля Ананды Кумарасвами (по имени).

## Свойства
Содержит (%): BaО — 20,59; K2О — 1 %; FeО — 32,14; MgO — 3,34; SiО2 — 26,49; Al2О3 — 6,15; Fe2О3 — 6,8; Н2О+ — 2,11. Примеси: MnO, TiO2, CaO, Na2O. Сингония моноклинная. Цвет чёрный. Непрозрачный. Блестящий. Спайность совершенная. Плотность — 3,94 г/см3. Твёрдость — 3—4.
К началу XXI века были исторически известны три международно признанных природных ряда слюд с высоким содержанием бария: алюмо-бариевые, титано-бариевые и марганцево-бариевые. Собственные видовые названия, утверждённые международной ассоциацией, имеют марганцево-бариевая слюда — киноситалит, и высокожелезистая алюмо-бариевая слюда — анандит. В 1990-х годах украинскими минералогами было установлено, что карпатские флогопиты по соотношению калия и бария относятся, в сущности, к классу хрупких слюд. От собственно анандита они отличаются значительно более низким содержанием соединений железа. Точнее говоря, их можно было бы определить как противоположный конец прежде не установленного изоморфического ряда: высокобариевый флогопит → анандит. Поскольку конечный член этого ряда (по возрастающей железистости) с конца 1960-х годов имеет собственное название (анандит), то, как предполагали львовские учёные, было бы логично присвоить также название и противоположному концу этого члену ряда изоморфной смесимости. В начале 1993 г. с таким предложением авторы разработки обратились в комиссию по новым минералам Международного минералогического общества, однако получили, по их мнению, отказ, ничем не аргументированный.:113

## Генезис и месторождения
Образует мономинеральные слои мощностью 0,6—5 см в магнетитовых рудах месторождения Вилагедера о. Шри-Ланка вместе с халькопиритом, пиритом и пирротином.